# Ángel Luis Viña Berlanga
Ángel Luis Viña Berlanga   (Madrid, 24 de febrer de 1987) és un jugador de futbol espanyol que actualment juga per l'Auckland City FC en el Campionat de Futbol de Nova Zelanda. Juga com a defensa.

## Trajectòria esportiva
Després de jugar a Espanya per 5 anys amb l'equip de Tercera Divisió CF Rayo Majadahonda, Ángel Luis Viña Berlanga decidí anar de vacances cap a Austràlia amb esperances d'aconseguir un contracte professional futbolístic, però quasi erròniament
 arribà a Nova Zelanda. Després d'haver sentit que un compatriota espanyol —Ramon Tribulietx— era l'entrenador de l'Auckland City FC, el contactà online i fou ofert una fase de pràctica amb l'equip.
Fou el seu debut en la primera ronda de la temporada 2010-2011 del Campionat de Futbol de Nova Zelanda en la qual l'Auckland City guanyà contra el Waikato FC per un 3 a 2. El seu primer gol pel club el va marcar unes quantes rondes després, en una victòria per un 3 a 1 contra el YoungHeart Manawatu. Va formar part de l'equip de l'Auckland City que viatjà al Japó que participà en el Campionat del Món de Clubs 2011 després de sofrir apendicitis. L'Auckland City acabà perdent en el seu primer i últim partit del torneig en un partit que resultà en un 2 a 0 a favor de l'equip japonès Kashiwa Reysol.

## Palmarès
- Lliga de Campions de l'OFC (2): 2010-11, 2011-12.